# اکباتان‌نامه عشقی
اکباتان‌نامه عشقی نام یکی از نشریات دوران جنگ جهانی اول در همدان است. پس توقف انتشار نشریه اکباتان دوم پس از ۳ شماره، به علت کمبود بودجه، در همان سال این بار به همت و سردبیری میرزاده عشقی همان نشریه منتشر گردید و به اکباتان‌نامه عشقی معروف گردید. مسلک و مرام اکباتان‌نامه عشقی همانند اکباتان دوم، حفظ و احترام به بی‌طرفی حکومت، استقلال ایران، دشمنی با روس و انگلیس و طرفداری از آلمان و عثمانی بود. با مشغول به کار شدن میرزاده عشقی در این نشریه همین عقیده‌ها و آراء شدیدتر گردید و گرایش سیاسی تند علیه دولت و بیگانگان پیدا نمود. در سال‌های درهم‌وبرهم ایران پس از آمدن قوای میلیون به تهران و به زیر کشانیدن محمد علی شاه قاجار و به تخت نشاندن احمد شاه وی یک مثنوی در ۵۷ بیت سرود و به عنوان ضمیمه‌نامه عشقی در یک ورق چاپ کرد و به تهران برای ملک الشعراء بهار فرستاد که او آن را به احمد شاه برساند.